# Liste der Einträge im National Register of Historic Places im Smith County (Texas)
Die Liste der Registered Historic Places im Smith County führt alle Bauwerke und historischen Stätten im texanischen Smith County auf, die in das National Register of Historic Places aufgenommen wurden.

## Aktuelle Einträge
| Lfd. Nr. | Name                                                         | Bild | Datum der Eintragung | Adresse/Lage | Ort         | ID       | Beschreibung |
| -------- | ------------------------------------------------------------ | ---- | -------------------- | --- | ----------- | -------- | ------------ |
| 1        | Azalea Residential Historic District                         |      | 23. Juni 2003        | Roughly bounded by S. Robinson Av., Sunnybrook Dr., Fair Ln., Old Bullard Rd., College Av., W. 4th St., Highland Av.     | Tyler       | 03000559 |              |
| 2        | Blackstone Building                                          |      | 14. Juni 2002        | 315 N. Building | Tyler       | 02000645 |              |
| 3        | Brick Streets Neighborhood Historic District                 |      | 28. Apr. 2004        | Roughly bounded by South Broadway, W. Dobbs St., S. Kennedy Ave., S. Vine Ave., Interior Property Lines, S. College Ave. | Tyler       | 04000379 |              |
| 4        | Carnegie Public Library                                      |      | 26. März 1979        | 125 S. College St. | Tyler       | 79003007 |              |
| 5        | Charnwood Residential Historic District                      |      | 20. Aug. 1999        | Roughly bounded by E Houston, RR tracks, E Wells, S Donnybrook, E Dobbs, and S Broadway                                  | Tyler       | 99001023 |              |
| 6        | Col. John Dewberry House                                     |      | 6. Mai 1971          | 1 mi. N of Teaselville on FM 346                                                                                         | Teaselville | 71000963 |              |
| 7        | Cotton Belt Building                                         |      | 6. Dez. 2005         | 1517 W. Front St. | Tyler       | 05001405 |              |
| 8        | Crescent Laundry                                             |      | 14. Juni 2002        | 312-320 E. Ferguson St.                                                                                                  | Tyler       | 02000644 |              |
| 9        | D.R. Glass Library at Texas College                          |      | 7. März 2007         | 2404 N. Grand Ave. | Tyler       | 07000128 |              |
| 10       | Donnybrook Duplex Residential Historic District              |      | 14. Juni 2002        | Roughly bounded by E. 6th St., Donnybrook Ave., E. 8th St., and S. Wall                                                  | Tyler       | 02000649 |              |
| 11       | East Ferguson Residential Historic District                  |      | 14. Juni 2002        | 423-513 E. Ferguson St.                                                                                                  | Tyler       | 02000647 |              |
| 12       | Elks Club Building                                           |      | 14. Juni 2002        | 202 S. Broadway | Tyler       | 02000648 |              |
| 13       | Goodman-LeGrand House                                        |      | 7. Nov. 1976         | 624 N. Broadway | Tyler       | 76002066 |              |
| 14       | Jenkins-Harvey Super Service Station and Garage              |      | 14. Juni 2002        | 124 S. College | Tyler       | 02000646 |              |
| 15       | John B. and Ketura (Kettie) Douglas House                    |      | 9. Jan. 1997         | 318 S. Fannin Ave. | Tyler       | 96001565 |              |
| 16       | Martin Hall at Texas College                                 |      | 6. Dez. 2005         | 2404 N. Grand Ave. | Tyler       | 05001404 |              |
| 17       | Marvin Methodist Episcopal Church, South                     |      | 15. Nov. 2000        | 300 W. Erwin St. | Tyler       | 00001385 |              |
| 18       | Moore Grocery Co. Building                                   |      | 13. Sep. 2002        | 408 N. Broadway | Tyler       | 02000991 |              |
| 19       | People’s National Bank Building                              |      | 22. Aug. 2002        | 102 N. College Ave. | Tyler       | 02000896 |              |
| 20       | President’s House at Texas College                           |      | 7. März 2007         | 2404 N. Grand Ave. | Tyler       | 07000131 |              |
| 21       | Ramey House                                                  |      | 29. Okt. 1982        | 605 S. Broadway | Tyler       | 82001738 |              |
| 22       | Short-Line Residential Historic District                     |      | 22. Aug. 2002        | Roughly bounded by West Ln., N. Ellis, Short St., and an unnamed alley to the east                                       | Tyler       | 02000897 |              |
| 23       | Smith County Jail, 1881                                      |      | 22. Aug. 1996        | 309 Erwin St. | Tyler       | 96000937 |              |
| 24       | St. James Colored Methodist Episcopal Church                 |      | 20. Aug. 2004        | 408 N. Border Ave. | Tyler       | 04000887 |              |
| 25       | St. John’s AF & AM Lodge                                     |      | 6. Dez. 2005         | 323 W. Front St. | Tyler       | 05001403 |              |
| 26       | St. Louis Southwestern Railway (Cotton Belt) Passenger Depot |      | 8. Aug. 2001         | 100 blk. E. Oakwood St., at N. Spring St.                                                                                | Tyler       | 01000873 |              |
| 27       | Tyler City Hall                                              |      | 7. März 2007         | 212 N. Bonner Ave. | Tyler       | 07000129 |              |
| 28       | Tyler Grocery Company                                        |      | 14. Sep. 2002        | 416 N. Broadway | Tyler       | 02000993 |              |
| 29       | Tyler Hydraulic-Fill Dam                                     |      | 29. Aug. 1977        | W of Tyler off TX 31 | Tyler       | 77001543 |              |
| 30       | Tyler US Post Office and Courthouse                          |      | 25. Apr. 2001        | 211 W. Ferguson St. | Tyler       | 01000433 |              |
| 31       | Whitaker-McClendon House                                     |      | 2. Juni 1982         | 806 W. Houston St. | Tyler       | 82004522 |              |
| 32       | Williams-Anderson House                                      |      | 14. Sep. 2002        | 1313 W. Claude St. | Tyler       | 02000995 |              |